# Апеляційний суд Львівської області
Апеляційний суд Львівської області — колишній загальний суд апеляційної (другої) інстанції, розташований у місті Львові, юрисдикція якого поширювалася на Львівську область.
Суд здійснював правосуддя до початку роботи Львівського апеляційного суду, що відбулося 4 жовтня 2018 року.

## Керівництво
Голова суду — Каблак Петро Іванович
 Заступник голови суду — Ревер Василь Володимирович
 Заступник голови суду — Цяцяк Роман Павлович
 Керівник апарату — Літенець Любов Григорівна.

## Показники діяльності у 2015 році
У 2015 році перебувало на розгляді 20088 справ і матеріалів (у тому числі 5982 нерозглянутих на початок періоду). Розглянуто 10166 справ і матеріалів.
Кількість скасованих судових рішень — 12 (0.12 %).
Середня кількість розглянутих справ на одного суддю — 154,03.